# Schirokko (Film)
Der Spielfilm Schirokko (ungarischer Originaltitel: Sirokkó) aus dem Jahre 1969 ist eine französisch-ungarische Koproduktion unter der Regie von Miklós Jancsó. Das ungarische Drehbuch von Jancsó und Guyla Hernádi wurde von Francis Girod und Jacques Ruffio in einer französischen Fassung adaptiert. Ähnlich wie Jancsós Stille und Schrei spielt sich Schirokko in einem ländlichen, eng abgegrenzten Raum ab. Der Film erfasst ihn in langen Kamerafahrten. Die historische Inspiration – König Alexander von Jugoslawien und das Attentat auf ihn in Marseille 1934, das die Ustascha, eine kroatische faschistische Bewegung durchführte, wird zwar zu Beginn in Wochenschauausschnitten zitiert, ist aber nicht eigentliches Thema des Films. Jancsó arbeitet auf metaphorische Weise den Kern totalitärer Methoden heraus: „Die Beziehungen zwischen den Individuen sind von Aggressivität gekennzeichnet – Drohungen, Erpressungen, Denunzierungen – für Vertrauen ist kein Platz.“ Das Werk war zu den Filmfestspielen von Cannes 1968 eingeladen, wurde aber wegen der Unruhen, die zum Abbruch der Festspiele führten, nicht aufgeführt.

## Handlung
Ein Winter zu Beginn der 1930er-Jahre. Marko, ein kroatischer Nationalist und zum Symbol des Kampfes gewordener Held, gehört einer radikalen Bewegung an. Die Gruppe plant ein Attentat auf den jugoslawischen König, weshalb Marko bis auf weiteres so wenig wie möglich auffallen soll. Da Marko erkannt wurde und die Polizei ihn sucht, versteckt er sich in einem Parkschloß im ländlichen Ungarn. Viel lieber würde er kämpfen, doch die Leute um ihn herum versuchen ihn davon abzuhalten. Er lässt sich mit Ilona ein, bis er erkennt, dass sie damit beauftragt ist, ihn zu verführen und so von seinen Anschlagsplänen abzubringen. Ilona kehrt zu ihrer Liebhaberin Maria zurück. Als ein Trupp feindlicher Agenten auftaucht, entwaffnet Marko die Männer, die von seinen Kameraden hingerichtet werden. Schließlich opfert ihn die Bewegung, weil er ihr als Märtyrer nützlicher ist als lebendig.